# Af Malmborg
af Malmborg är en svensk ätt, där huvudmannen är adlig. Den utgår från häradshövdingen Abraham Malmborg (1753–1831), som adlades 1817 med namnet af Malmborg enligt § 37 av Regeringsformen 1809, varvid endast huvudmannen är adlig. Han introducerades samma år på Riddarhuset under nummer 2254. Abraham af Malmborgs sonsons son läroverkslektorn Magnus af Malmborg (1869–1961) är stamfar till nu levande grenar av släkten.
Sedan 1962 är sköldebrevet deponerat på Riddarhuset i Stockholm.
Den 31 december 2020 var 25 personer med efternamnet af Malmborg folkbokförda i Sverige.

## Personer med efternamnet af Malmborg
- Gunilla af Malmborg (1933–2014), operasångerska
- Lars af Malmborg (1932–2022), professor, dirigent och operachef
- Maria af Malmborg (född 1956), skådespelare
- Marianne af Malmborg (född 1943), organisationsledare
- Paula af Malmborg Ward (född 1962), tonsättare
- Ragnar af Malmborg (1905–1968), arkitekt

## Släktträd (urval)
- Magnus af Malmborg (1869–1961), läroverkslektor, docent[4]
  - Nils af Malmborg (1902–1996), statstjänsteman[5]
    - Lars af Malmborg (1932–2022), professor, dirigent och operachef, gift med Gunilla af Malmborg (1933–2014), operasångerska
      - Maria af Malmborg (född 1956), skådespelare
      - Paula af Malmborg Ward (född 1962), tonsättare

  - Ragnar af Malmborg (1905–1968), arkitekt 
    - Marianne af Malmborg (född 1943), organisationsledare